# Sport Ju-Jutsu
Sport Ju-Jutsu är en ganska ny jujutsustil. Den skapades 1997 av Ingemar Sköld (9:e dan) och Ricard Carneborn (5:e dan). Sport Ju-Jutsun är speciellt inriktad på tävling och idrott till skillnad från till exempel Ju-Jutsu Kai. "Sport, Motion och Självförsvar" är tre viktiga ledord. Stilens system innehåller slag, sparkar, kast och golvkampstekniker. Sport Ju-Jutsu ingår i federationen Dynamix Fighting Sports, tidigare Sport Ju-Jutsu Scandinavia, sedan 1998.

## Vuxensystem
| Grad    | Bälte                            |
| ------- | -------------------------------- |
| 5:e kyu | gult bälte                       |
| 4:e kyu | orange bälte                     |
| 3:e kyu | grönt bälte                      |
| 2:a kyu | blått bälte                      |
| 1:a kyu | brunt bälte                      |
| 1:a dan | svart bälte med ett gult streck  |
| 2:a dan | svart bälte med två gula streck  |
| 3:e dan | svart bälte med tre gula streck  |
| 4:e dan | svart bälte med fyra gula streck |

## Barn- och ungdomssystem
Systemet är anpassat till barn- och ungdomars fysiska, motoriska och mentala utveckling.

Monbälten
| Grad    | Bälte                            |
| ------- | -------------------------------- |
| 5:e mon | gult ungdomsbälte, gult/vitt     |
| 4:e mon | orange ungdomsbälte, orange/vitt |
| 3:e mon | grönt ungdomsbälte, grönt/vitt   |
| 2:a mon | blått ungdomsbälte, blått/vitt   |
| 1:a mon | brunt ungdomsbälte, brunt/vitt   |

Till skillnad från vuxna utövare kan barn (9-11 år) och ungdomar (12-15 år) inte gradera till svart bälte, utan bara till brunt.